# Leptotrichella picquenotii
Leptotrichella picquenotii là một loài Rêu trong họ Dicranaceae. Loài này được (Thér. & Corb.) Ochyra mô tả khoa học đầu tiên năm 1997.